# 朱利歐·史特羅齊
朱利歐·史特羅齊（Giulio Strozzi；1583年－1652年3月3日），是威尼斯的詩人和劇本作家。他有時使用化名Luigi Zorzisto。

## 簡介
朱利歐·史特羅齊是一個私生子，後來被生父羅伯托·史特羅齊（Roberto Strozzi）認領。他於1583年出生於威尼斯，後至比薩大學學習法律。他曾在羅馬、帕多瓦和烏爾比諾生活和工作，然後在1620年代返回威尼斯。
他寫過詩歌和戲劇，是最早的歌劇作家之一。他早期的著名作品是在1609年，為托斯卡尼大公斐迪南一世的葬禮而創作。此後他長期獲得梅迪奇家族贊助。 
從1627年起，他主要致力於編寫歌劇劇本，他可能是1630年代和1640年代威尼斯最重要的歌劇作家。

## 相關人物
作曲家芭芭拉·史特羅齊是他的養女。